# Amorbia
Amorbia is een geslacht van vlinders uit de familie van de bladrollers (Tortricidae). De wetenschappelijke naam van het geslacht is voor het eerst geldig gepubliceerd in 1860 door Brackenridge Clemens.
Dit geslacht komt voor in de Nieuwe Wereld van Canada tot Brazilië. Eugenie Phillips-Rodríguez en Jerry A. Powell (2007) rekenden 29 soorten tot dit geslacht.
Enkele soorten zijn plaaginsecten; daaronder Amorbia cuneanum of A. cuneana die een plaag is voor de avocado- en citrusteelt in Californië. Een natuurlijke vijand, die voor biologische bestrijding in aanmerking komt, is de parasitoïde wesp Trichogramma platneri.

## Soorten
- A. castanea Walsingham, 1913
- A. catenana (Walsingham, 1891)
- A. concavana (Zeller, 1877)
- A. cuneanum (Walsingham, 1879)
- A. chlorolyca Meyrick, 1931
- A. decagramma (Meyrick, 1932)
- A. decerptana (Zeller, 1877)
- A. depicta Walsingham, 1913
- A. elaeopetra Meyrick, 1932
- A. emigratella Busck, 1909
- A. exustana (Zeller, 1866)
- A. helioxantha Meyrick, 1917
- A. humerosana Clemens, 1860
- A. laterculana (Zeller, 1877)
- A. maracayana Amsel, 1956
- A. osmotris Meyrick, 1932
- A. phaseolana Busck, 1931
- A. productana (Walker, 1863)
- A. rectangularis Meyrick, 1931
- A. rectilineana (Zeller, 1877)
- A. spilocryptis Meyrick, 1932
- A. synneurana Barnes & Busck, 1920
- A. teratana (Zeller, 1877)
- A. zymogramma Meyrick, 1926